# 愛上陸
愛上 陸（あいうえ おか、3月22日 - ）は、日本の成人向け漫画家。
2人組のコンビ漫画家であり、越前とwaonの共同ペンネームである。同人活動は、同人サークル『50on!』名義で行っており、シリーズ物でない同人誌のタイトルは、『濁音』と名付けられている。
ペンネームは、waonが気合を入れて「50音順の上の方から検討しよう」と提案したところ、越前が「じゃあ、あいうえお」と答えたものに、waonが「か」を足して漢字に変えたものだという。
よくある「原作担当」「作画担当」というコンビ作家ではなく、いづれもが原作・作画をこなし、ネームから作画まで何度も原稿を受け渡しをすることでクオリティーを高めるという、独特な制作を行っている。

## 人物
越前
自画像は、「服を着て2足歩行するカバ」。ツッコミ役。
いつも仕事をしないwaonの尻を叩いている。もともとwaonに絵の描き方を教えていたが、その流れでコンビを組むことになる。
waon
自画像は、「メガネを掛けたアヒル」。ボケ役。
NTR (ネトラレ)や催眠もののアダルトゲームが趣味で、その影響から作品を制作することが多い。

## 作品リスト

### 連載中
- ふぁみこん 第1～4話まで (コミック エグゼ 29号、34号、42号、43号)

ある日、催眠術の本を手に入れた主人公は、お世話になっている及川家の母あまねさんに催眠術をかけてしまう。やがて、母親との関係がバレてしまったことから、長女の悠希と律にも催眠術をかけることになってしまう。

### 単行本
1. 『夢見ル乙女』[1] 2016年12月27日発売[2]、ワニマガジン社〈ワニマガジンコミックスペシャル〉、ISBN 978-4-86269-472-0

- 『夢見ル乙女Complete Edition』2023年12月15日発売、ワニマガジン社〈ワニマガジンコミックスペシャル〉、ISBN 978-4-86269-955-8

1. 『イジラレ～復讐催眠～』 2019年3月28日発売[3]、ワニマガジン社〈ワニマガジンコミックスペシャル〉、ISBN 978-4-86269-631-1
  - 第1話 （COMIC X-EROS #53）
  - 第2話 （COMIC X-EROS #55）
  - 第3話 （COMIC X-EROS #61）
  - 第4話 （COMIC X-EROS #63）
  - 第5話 （COMIC X-EROS #66）
  - 最終話 （COMIC X-EROS #70, 73, 74）
  - エピローグ （描き下ろし）

### 同人誌
- 『催眠性指導』シリーズ

### イラスト
- 『催眠性指導』 2017年8月18日発売[4]、フランス書院〈美少女文庫〉、ISBN 978-4-82966-404-9
- 『催眠恋。 純愛幼なじみ、生意気義妹、高慢教師を独り占め！』 2018年5月18日発売[5]、フランス書院〈美少女文庫〉、ISBN 978-4-82966-432-2
- 『イジラレ～復讐催眠～』 2019年6月4日発売[6]、フランス書院〈美少女文庫〉、ISBN 978-4-82966-467-4
- 『催眠性指導 宮島桜と宮島椿の場合』 2020年2月17日発売[7]、フランス書院〈美少女文庫〉、ISBN 978-4-82966-494-0
- 『催眠学習 姫宮月乃と姫宮涼香、母娘征服』 2020年5月15日発売[8]、フランス書院〈美少女文庫〉、ISBN 978-4-82962-104-2